# Shania Twain
Shania Twain, OC (izg. /ʃəˌnaɪ.ə ˈtweɪn/; rojena kot Eilleen Regina Edwards) je kanadska country pop pevka, tekstopiska ter televizijska osebnost, * 28. avgust 1965, Windsor, Ontario, Kanada.
Shania Twain je zaslovela s svojim glasbenim albumom The Woman in Me (1995), njen album Come On Over, izdan leta 1997, pa je postal najbolje prodajani album katerega koli glasbenega žanra ženske izvajalke vseh časov in najbolje prodajani country album vseh časov. Samo v Združenih državah Amerike je prodal več kot 40 milijonov izvodov in tako tam postal deveti najbolje prodajan album. Novembra 2002 je izdala svoj četrti glasbeni album Up!, ki je do danes po svetu prodal več kot 20 milijonov izvodov.
Shania Twain je za svoje delo prejela pet grammyjev in sedemindvajset nagrad za tekstopisce BMI. Trije od njenih albumov so prejeli diamantno certifikacijo s strani organizacije Recording Industry Association of America (RIAA) za uspešno prodajo v Združenih državah Amerike in je takoj za Céline Dion druga najbolje prodajana kanadska izvajalka s tremi albumi z diamantnimi certifikacijami s strani organizacije Canadian Recording Industry Association (CRIA) za uspešno prodajo v Kanadi. Včasih jo mediji imenujejo za »kraljico country popa«, saj je po svetu prodala več kot 75 milijonov izvodov albumov in je tako po podatkih Nielsen SoundScana deseta najbolje prodajana glasbenica od začetka njihovega delovanja. Zasedla je dvainsedemdeseto mesto na Billboardovem seznamu »Ustvarjalcev desetletja« (2000–2010). Pred kratkim je pričela z lastno televizijsko serijo, Why Not? with Shania Twain, ki se je premierno predvajala na kanalu OWN 8. maja 2011. 2. junija 2011 je prejela svojo zvezdo na Hollywood Walk of Fame.

## Zgodnje življenje
Shania Twain se je rodila kot Eilleen Regina Edwards v Windsorju, Ontario, Kanada. Njena starša, Sharon (rojena Morrison) in Clarence Edwards, sta se ločila, ko je bila stara dve leti in skupaj z mamo ter sestrama Jill in Carrie Ann se je po ločitvi preselila v Timmins, Ontario. Njena mama se je nato poročila z Jerryjem Twainom, potomcem plemena Ojibwa, s katerim je imela še enega sina, Marka. Ko je Jerry Twain Eilleen in njene sestre tudi uradno posvojil, so dekleta spremenila svoj priimek. Kmalu po Markovem rojstvu je družina Twain posvojila še enega dojenčka, Jerryjevega nečaka Darryla, saj je njegova mama umrla. Zaradi njenega priimka so mnogi menili, da ima Shania Twain korenine plemena Ojibwa, a je ona sama v enem izmed intervjujev dejala, da je bil njen oče potomec indijanskega plemena Cree. Njen dedek po materini strani je potomec Zacharieja Cloutierja, enega izmed prvih francoskih priseljencev v Kanado, katerega bolj znani potomci naj bi bili tudi Madonna, Avril Lavigne, Angelina Jolie, Hillary Rodham Clinton, Camilla, vojvodinja Cornwallska in Beyoncé Knowles. Njena babica po materini strani, Eileen Pearce, se je v Kanado preselila iz Newbridgea, Kildare, Irska.

»Moja najgloblja strast je bila glasba in ta mi je pomagala. Bili so trenutki, ko sem si rekla preprosto: 'Sovražim to'. Sovražila sem bare in pijance. A oboževala sem glasbo in tako sem preživela.«

Shania Twain o svojem delu v barih
Otroštvo Eilleen Twain v Timminsu je bilo težko. Plači njenih staršev sta bili zelo nizki in gospodinjstvu je pogosto primanjkovalo hrane. Eilleen svoje situacije ni zaupala šolskim oblastem, saj se je bala, da bi družina tako lahko razpadla. V odmaknjeni skupnosti se je naučila loviti in sekati drva. Zakon Sharon in Jerryja Twaina je bil nestabilen in že od majhnih nog je bila Eilleen priča nasilnim prepirom med njima. Sharon se je borila z napadi depresije. Poleti leta 1979, ko je bil Jerry v službi, se je Sharon na Eilleenino prigovarjanje skupaj s svojimi otroki zapeljala do zavetišča za brezdomce 684 kilometrov južno od Toronta in tam prosila za pomoč. Leta 1981 se je skupaj z otroki vrnila k Jerryju. V Timminsu je Eilleen Twain pričela prepevati v barih, da bi zaslužila. Za njeno delo, ki je pogosto trajalo do polnoči ali enih oziroma dokler so v baru še stregli, so ji po navadi plačali po dvajset kanadskih dolarjev. Čeprav ji njeno delo v barih ni bilo všeč, je Shania Twain kasneje dejala, da je bila to zanjo neke vrste šola petja. Svoji prvi pesmi, »Is Love a Rose« in »Just Like the Storybooks«, pravljici v rimah, je napisala pri desetih letih. Dejala je, da se ji je zdelo ustvarjanje in pisanje pesmi »precej drugačno od petja in zame je takoj postalo pomembno«.
V zgodnjih osemdesetih je Eilleen Twain nekaj časa delala v gozdarskem poslu svojega očeta v severnem Ontariu, kjer je delalo petinsedemdeset članov plemen Ojibwe in Cree. Čeprav je bilo delo zahtevno, plača pa nizka, je o tem kasneje dejala:
Oboževala sem tisto delo. Ni me strah mojega lastnega okolja in fizičnega, težkega dela. Bila sem zelo močna, na dan sem prehodila več milj in nosila težke dele dreves. Nisem imela šampona, mila, deozoranta ali ličil, ničesar z vonjem; kopati sem se morala v jezeru, kjer sem prala tudi svoja oblačila. Življenje tam je bilo težko, a bila sem ustvarjalna in lahko sem samo sedela v gozdu s svojim psom in kitaro ter pisala pesmi.

## Glasbena kariera

### 1978–1992: Ustvarjanje kot Eilleen Twain
Pri trinajstih je Eilleen Twain nastopila v CBS-jevi oddaji Tommy Hunter Show. Medtem ko je obiskovala srednjo šolo Timmins je nastopala tudi v lokalni glasbeni skupini z imenom Longshot, ki je izvajala takrat popularne pesmi ne glede na žanr.

»Eilleen si lasti močen glas z neverjetnim razponom. Ima velike ambicije in pozitiven odnos do vsega, zaradi česar bo zagotovo dosegla svoje cilje.«

Torontski DJ Stan Campbell o mladi Shanii Twain v reviji Country Music News
Ko je junija 1983 končala srednjo šolo Timmins, si je želela ustvariti glasbeno kariero. Po razpadu glasbene skupine Longshot je k njej pristopila Diane Chase, članica glasbene skupine Flirt, ki jo je povabila na turnejo po Ontariu. Eilleen Twain je pričela obiskovati tudi učne ure petja torontskega vokalista Iana Garretta, ki mu je v zameno za brezplačne ure petja pogosto čistila hišo. Jeseni leta 1984 jo je opazil torontski DJ Stan Campbell, ki je v tistem času po naključju snemal glasbeni album s takrat mladim kanadskim glasbenikom (danes pa CKTB-jevo radijsko osebnostjo) Timom Denisom. Eilleen Twain je spoznal s pevcem in ta ji je predlagal, da zapoje spremljevalne vokale za njegovo pesem »Heavy on the Sunshine«. Kasneje je Eilleen skupaj s Stanom Campbellom odpotovala v Nashville, kjer je posnela nekaj demo posnetkov, kar pa si je zaradi svojega finančnega stanja težko privoščila. Takrat se je povezala z regionalno country pevko Mary Bailey, ki je leta 1976 zasedla nekaj mest na raznih glasbenih lestvicah s country pesmimi. Mary Bailey je videla enega izmed njenih nastopov v Sudburyju, Ontario in o nastopu je kasneje povedala:
Videla sem nastop tega majhnega dekletca na odru s kitaro, ki me je naravnost navdušil. Nastopila je s pesmijo »Blue Eyes Crying in the Rain« Willieja Nelsona in pesmijo »I'm So Lonesome I Could Cry« Hanka Williamsa. Imela je glas, ki me je spominjal na Tanyo Tucker, močen glas z značajem in veliko občutka. Je zvezdnica in zasluži si priložnost. […] Nato je nastopila s še nekaj svojimi pesmimi in sama sebi sem dejala: »Ta otrok ima le kakšnih devetnajst let, od kje je privlekla vse to? To so izkušnje osebe, ki je preživela že kakšnih šestdeset let.«
Mary Bailey je z njo podpisala pogodbo in Eilleen Twain ter Stan Campbell sta se preselila v njen dom ob jezeru Kenogami, kjer je Eilleen po nekaj ur dnevno vsak dan vadila petje. Jeseni leta 1985 je skupaj z Mary Bailey odpotovala v Nashville, kjer se je preselila k njenemu prijatelju, glasbenemu producentu Tonyju Miglioreu, ki je v tistem času sodeloval s pevko Kelito Haverland, za katero je Eilleen zapela spremljevalne vokale na pesmi »Too Hot to Handle«. Posnela je tudi demo posnetke raznih pesmi s Cyril Rawson, vendar demo posnetki niso poželi uspeha, predvsem zato, ker si je Eilleen Twain v tistem času želela postati rock zvezdnica, ne pa country glasbenica. Čez pet mesecev se je vrnila v Kanado, kjer se je skupaj z Mary Bailey preselila v stanovanje blizu jezera Kirkland.
Nato je Eilleen Twain spoznala rock klaviaturista Erica Lambierja in bobnarja Randyja Yurka, s katerima je ustanovila novo glasbeno skupino in čez tri mesece se je preselila v Bowmanville, manjše mesto blizu Toronta. Pozno poleti leta 1986 se je Mary Bailey domenila za sestanek Eilleen Twain z Johnom Kimom Bellom, ameriško-mohawškim dirigentom, ki je imel trdne veze z vodje kanadskega združenja country glasbenikov. John Kim Bell je ugotovil, da ima Eilleen Twain dober glas; kasneje sta pričela tudi hoditi, čeprav sta razmerje javnosti raje zamolčala. V jeseni leta 1986 je Eilleen Twain še naprej vztrajala, da bi raje postala rock zvezdnica kot country pevka, zaradi česar z Mary Bailey ni sodelovala dve leti. 8. februarja 1987 je Eilleen Twain končno doživela preboj, ko ji je John Kim Bell priskrbel nastop na dobrodelni prireditvi združenja Aboridžinov v dvorani Royja Thomsona v Torontu, kjer je nastopila poleg broadwayjske zvezdnice Bernadette Peters, jazz kitarista Dona Rossa in torontskim simfoničnim orkestrom. Njen nastop sicer ni pritegnil veliko pozornosti, a je prepričal Johna Kima Bella, ki je sovražil pop glasbo, da se mora Eilleen Twain ogibati tega žanra in se osredotočiti na country glasbo.
1. novembra 1987 sta mama in očim Eilleen Twain umrla v prometni nesreči približno petdeset kilometrov od Wawe, Ontario. Zaradi tega se je Eilleen preselila nazaj v Timmins, da bi skrbela za svoje mlajše brate in sestre. Nazadnje so se vsi skupaj preselili v Huntsville, Ontario, kjer jih je preživljala z nastopanjem v bližnjem hotelu Deerhurst.

### 1993–1994: Vrnitev h glasbi inShania Twain
Po nekaj letih so bratje in sestre Eilleen Twain odrasli ter se preselili na svoje. Sama je posnela nekaj demo posnetkov in njen menedžer iz Huntsvillea se je dogovoril s sestanki z določenimi producenti, da bi jim predstavila svoja novejša dela. Opazil jo je vodja založbe Mercury Nashville Records, s katero je podpisala pogodbo po nekaj mesecih. V tistem času se je preimenovala v »Shanio«, kar naj bi v jeziku plemena Ojibwa pomenilo »na moji poti«. A njen biograf, Robin Eggar, je o imenu napisal:
Ljudje kar naprej govorijo napačne stvari o tem, kar pomeni ime 'Shania'; vprašanje, če beseda v jeziku plemena Ojibwe sploh obstaja […] V jeziku plemena Ojibwe ali plemena Cree sploh ni fraze, ki bi pomenila 'na moji poti'. A legenda se nadaljuje in mediji zgodbico brez kančka dvomljivosti še naprej ponavljajo, Shania pa se nikoli ne pritoži.
Njen prvi glasbeni album, poimenovan po njej, je leta 1993 izšel v Severni Ameriki in z albumom je pritegnila tudi pozornost občinstva zunaj Kanade. Album na začetku ni prodal veliko izvodov, a šest let kasneje je za en milijon prodanih izvodov v Združenih državah Amerike prejel platinasto certifikacijo s strani organizacije RIAA. Preko albuma sta izšla dva singla, ki sta v Združenih državah Amerike požela zmerno mero uspeha, in sicer pesmi »What Made You Say That« ter »Dance with the One That Brought You«. Album je več uspeha požel v Evropi, kjer je Shania Twain prejela nagrado Country Music Television Europe Award v kategoriji za »vzhajajočo video zvezdnico leta«.

### 1995–1996:The Woman in Mein preboj
Ko je rock producent Robert John »Mutt« Lange slišal izvirne pesmi Shanie Twain in njeno petje na prvem glasbenem albumu, se ji je ponudil za producenta in tekstopisca. Po mnogih telefonskih pogovorih sta se junija 1993 spoznala na nashvillskem CMA-jevem glasbenem festivalu. V nekaj tednih sta se zelo zbližala. Skupaj sta napisala ali pa vsaj sodelovala pri pisanju vseh pesmi z njenega drugega glasbenega albuma, The Woman in Me. Producenti albuma so bili ob poslušanju navdušeni. Večina jih je menila, da se album na dober način razlikuje od ostalih country albumov tistega časa.
Album The Woman in Me je izšel spomladi leta 1995. Prvi singl z albuma, »Whose Bed Have Your Boots Been Under?«, je zasedel enajsto mesto na Billboardovi lestvici country pesmi. Naslednji singl, »Any Man of Mine«, je postal velika uspešnica in je na tej lestvici zasedel prvo mesto. Naslednji singl je na lestvici zasedel štirinajsto (»The Woman in Me«), naslednji trije (»You Win My Love«, »(If You're Not in it for Love) I'm Outta Here!« in »No One Needs to Know«) pa prvo mesto.
Do leta 2007 je album po svetu prodal več kot 12 milijonov izvodov. Z albumom je Shania Twain takoj doživela preboj in kmalu je poleg kitarista Randyja Thomasa (s katerim je sodelovala pri pisanju pesmi »Butterfly Kisses«), Chrisa Rodrigueza, Russa Taffa, Hugha McDonalda, Jona Bon Jovija, Dana Schaferja, Davea Malachowskija in Stanleyja T. (zadnja dva sta sodelovala tudi z glasbeno skupino The Beach Boys) nastopila na nashvillskem CMA-jevem glasbenem festivalu.
Promocija albuma založbe Mercury Nashville je temeljila predvsem na videospotih za single z albuma. V tistem času je Shania Twain nastopila v oddaji Late Show with David Letterman ter na podelitvi nagrad Blockbuster Music Awards, American Music Awards in Billboard Music Awards. Album The Woman in Me je prejel grammyja v kategoriji za »najboljši country album« in nagrado Academy of Country Music Award v kategoriji za »album leta«; na obeh podelitvah nagrad je bila Shania Twain nagrajena tudi v kategoriji za »najboljšo novo žensko vokalistko«.

### 1997–2001:Come On Over
Leta 1997 je Shania Twain izdala svoj naslednji album, Come On Over, s katerim se je povsod po svetu uveljavila kot uspešna pevka. Album je z uspešno prodajo kmalu pričel podirati rekorde. Na nobeni lestvici sicer ni dosegel vrha, a preko njega je izšla uspešnica »You're Still the One«, eden izmed njenih najbolje prodajanih singlov. Preko albuma je kot singl izšlo dvanajst pesmi, med drugim tudi pesmi »Don't Be Stupid«, »You've Got A Way«, »Man! I Feel Like a Woman!«, »That Don't Impress Me Much« in »From This Moment On«. Pesem »From This Moment On«, njen duet z Bryanom Whiteom, so izdali tudi v pop različici.
Album se je na glasbenih lestvicah ostal še naslednji dve leti in nazadnje po svetu prodal več kot 40 milijonov izvodov, s čimer je postal najbolje prodajani album ženske izvajalke vseh časov. Je tudi osmi najbolje prodajani album ustvarjalcev vseh žanrov v Združenih državah Amerike in najbolje prodajani country album vseh časov. Pesmi z albuma so vsega skupaj prejele štiri grammyje, med drugim tudi v kategorijah za »najboljšo country pesem« in »najboljši ženski country nastop« (za pesmi »You're Still the One« in »Man! I Feel Like a Woman!«); slednja dva je prejela Shania Twain, za sodelovanje pri pisanju pa je Robert Lange prejel še dva grammyja za pesmi »You're Still the One« in »Come On Over«.
Kljub temu, da se album ni prodajal dovolj dobro, da bi zasedel vrh lestvice Billboard 200, je na lestvici zasedel drugo mesto. Leta 1999 so v Evropi izdali remixe pesmi z albuma Come on Over v pop različici z manj country inštrumentacije in s tem sta Shania Twain in njen producent ter takratni mož, Robert John »Mutt« Lange, zaslovela tudi v Evropi, kakor sta želela. Album Come on Over je zasedel prvo mesto na britanski glasbeni lestvici in s 4 milijoni izvodov postal je najbolje prodajani album leta tamkaj. Tudi v drugih evropskih državah je album požel veliko komercialnega uspeha; samo v Nemčiji je prodal več kot 1 milijon izvodov. Tudi singli z albuma v pop različici so poželi veliko uspeha; pesem »That Don't Impress Me Much« je zasedla tretje mesto na britanski in eno izmed prvih desetih mest na nemški lestvici, pesem »Man! I Feel Like a Woman!« pa je jeseni tistega leta zasedla tretje mesto tako na francoski kot na britanski glasbeni lestvici. Poleg tega je album postal edini album, ki je na lestvici Billboard 200 med prvimi dvajsetimi albumi ostal devetindevetdeset tednov.
Shania Twain je leta 1998 nastopila na koncertu VH1 Divas, kjer je zapela poleg Mariah Carey, Celine Dion, Glorie Estefan in Arethe Franklin; leta 1999 je preko kanala VH1 v oddaji Behind the Music izšel dokumentarni film o njej, ki se je osredotočal predvsem na njeno tragično mladost in njene začetke v Nashvilleu.
Leta 1998 je Shania Twain odšla na svojo prvo turnejo, ki jo je organiziral njen menedžer Jon Landau, organizator mnogih turnej Brucea Springsteena. V sklopu turneje Come on Over Tour je obiskala države povsod po svetu in kritike končno prepričala, da lahko nastopa tudi v živo. Leta 2000 je Shania Twain nameravala izdati božični album, a so album nazadnje odpovedali in oznanili, da ga bo izdala naslednje leto. V tistem času je skupaj z Robertom Langeom in Keithom Scottom napisala pesem »Don't Let Me Be the Last to Know«, ki jo je nazadnje zapela pop pevka Britney Spears.
Po uspehu albuma Come On Over je neodvisna založba Limelight Records oktobra 2001 izdala album The Complete Limelight Sessions. Album je vključeval šestnajst pesmi, ki jih je Shania Twain posnela v osemdesetih, še preden je podpisala pogodbo z založbo Mercury Records.

### 2002–2005:Up!inGreatest Hits
Po zamenjavi menedžerja - QPrime je zamenjal Jona Landauja — in dveletnem premoru sta Shania Twain in Robert »Mutt« Lange vrnila v studijo. Njen tretji glasbeni album, Up!, je izšel 19. novembra 2002. Skoraj leto dni kasneje, 23. septembra 2003 je Shania Twain v Hamlitonu, Ontario, Kanada, pričela s turnejo Up! Tour.
Album Up! so izdali na treh različnih diskih - country akustično različico na zelenem CD-ju, pop rock različico na rdečem CD-ju in svetovno plesno različico na modrem CD-ju. Albumu Up! je novinar revije Rolling Stone v svoji oceni dodelil štiri zvezdice od petih in album sam je debitiral na prvem mestu lestvice Billboard 200, saj je samo v prvem tednu od izida prodal 874.000 izvodov. Na vrhu lestvice je ostal še pet tednov. Album Up! je zasedel prvo mesto nemške, drugo avstralske in eno izmed prvih petih mest britanske ter francoske glasbene lestvice. V Nemčiji je album Up! prejel štirikratno platinasto certifikacijo in med prvimi stotimi albumi na lestvici ostal še eno leto in pol.
Na mednarodni različici pesmi so izdali tudi remixe pesmi z albuma, posnete v indijskem stilu; tolkalske dele so posneli v studijih v Mumbaju, Indija. Nove različice pesmi sta producirala Simon in Diamond Duggal, brata iz Birminghama, Anglija. Na začetku so ju povabili le na sodelovanje pri produkciji pop pesmi z vplivom indijske glasbe, »I'm Gonna Getcha Good!«, a sta nazadnje sodelovala pri produkciji vseh pesmi z albuma.
Popularnost Shanie Twain v Veliki Britaniji je še narasla po njenih mnogih pojavih v britanski oddaji Top of the Pops, kjer je nastopala s pesmimi z njenega albuma Come on Over iz leta 1999. Leta 2002 je bila ena epizoda oddaje TOTP2 posvečena izključno njej; v oddaji je Shania Twain v živo izvedla nekaj svojih največjih uspešnic iz preteklosti in nove pesmi z albuma Up!.
Prvi singl z albuma, »I'm Gonna Getcha Good!«, je zasedel eno izmed prvih desetih mest na ameriški glasbeni lestvici, kjer je samo po petih dneh od izida debitiral na štiriindvajsetem mestu. Še večji uspeh je pesem požela na drugi strani Atlantika; tam je zasedla četrto mesto na britanski ter eno izmed prvih petnajstih na francoski, avstralski in nemški glasbeni lestvici. Naslednji singl z albuma, »Up!«, je na ameriški lestvici zasedel petnajsto mesto, a se ni uvrstil niti med prvih štirideset pesmi na vseh drugih glasbenih lestvicah.
Drugi izdani singl v Evropi, »Ka-Ching!«, v Severni Ameriki sploh ni izšel. V besedilu pesmi je Shania Twain kritizirala nepremišljeno zapravljivost. Pesem je postala velika uspešnica na vseh pomembnejših evropskih glasbenih trgih; zasedla je prvo mesto na nemški in avstrijski ter mnogih drugih evropskih lestvicah in eno izmed prvih desetih na britanski ter eno izmed prvih petnajstih mest na francoski glasbeni lestvici. Tretji singl z albuma je bil najuspešnejši singl v Združenih državah Amerike. Romantična balada »Forever and For Always« je kot singl izšla avgusta 2003 in zasedel je četrto mesto na Billboardovi lestvici country pesmi, prvo na lestvici Billboard Adult Contemporary ter eno izmed prvih dvajsetih mest na lestvici Billboard Hot 100. Še večji uspeh je pesem »Forever and For Always« požela v Evropi in Oceaniji; zopet se je uvrstila na eno izmed prvih desetih mest na nemški in britanski lestvici. Naslednji singl, »She's Not Just a Pretty Face«, je zasedel prvo mesto na Billboardovi lestvici country pesmi, kot zadnji singl z albuma pa so izdali pesem »It Only Hurts When I'm Breathing«, je izšel samo v Združenih državah Amerike in je zasedel eno izmed prvih dvajsetih mest na Billboardovi lestvici country pesmi in lestvici Billboard Adult Contemporary.
Zaradi velikega uspeha albuma Up! in prvih treh singlov z albuma na evropskem glasbenem trgu sta izšla še dva singla; pesem »Thank You Baby« je zasedla enajsto mesto na britanski ter eno izmed prvih dvajsetih mest na nemški glasbeni lestvici, pesem »When You Kiss Me«, božična romantična akustična balada, pa ni bila tako zelo uspešna. Tudi pesem »Up!« je zgodaj leta 2004 izšla kot singl, sicer le v omejeni izdaji in le v nekaterih državah, med drugim tudi v Nemčiji. Do januarja leta 2008 je album Up! v Združenih državah Amerike prodal več kot 5,5 milijonov izvodov in prejel enajstkratno platinasto certifikacijo s strani organizacije RIAA.
Leta 2003 je Shania Twain sodelovala pri snemanju albuma Just Because I'm a Woman, posvečenega Dolly Parton, kjer je skupaj z Alison Krauss zapela njeno klasično pesem »Coat of Many Colors«. Ta različica pesmi je zasedla sedeminpetdeseto mesto na Billboardovi lestvici country pesmi. Tistega leta je Shania Twain med polčasom Super Bowla XXXVII izvedla pesmi »Man! I Feel Like a Woman!« in »Up!«.
Leta 2004 je Shania Twain izdala kompilacijo s svojimi največjimi uspešnicami, Greatest Hits, preko katere pa so izšle tudi tri nove pesmi. Do leta 2008 je album samo v Združenih državah Amerike prodal štiri milijone izvodov. Prvi novi singl z albuma, »Party for Two«, je izšel v različnih verzijah; prva, duet z Billyjem Curringtonom, je zasedla eno izmed prvih desetih mest na Billboardovi lestvici country pesmi, pop različica pesmi, ki jo je zapela z glavnim pevcem glasbene skupine Sugar Ray, Markom McGrathom, je zasedel eno izmed prvih desetih mest na nemški in britanski lestvici. Drugi novi pesmi s kompilacije, »Don't!« in »I Ain't No Quitter«, še zdaleč nista bili tako uspešni. Prva je zasedla eno izmed prvih dvajsetih mest na Billboardovi lestvici Adult Contemporary, druga pa eno izmed štiridesetih mest na Billboardovi lestvici country pesmi.
Avgusta 2005 je Shania Twain izdala pesem »Shoes«, ki je izšla na soundtracku televizijske serije Razočarane gospodinje.

### 2006–2009: Zamuda novega albuma in ostali projekti
Na podelitvi nagrad Academy of Country Music Awards 16. maja 2007 v Las Vegasu je Shania Twain dejala, da trenutno piše pesmi za nov album, za katerega je »raziskala svojo dušo« in da se je »resnično predala pisanju«.
Shania Twain se je pridružila kanadski pevki Anne Murray pri petju pesmi »You Needed Me« za njen album Anne Murray Duets: Friends and Legends, v Kanadi izdan 13. novembra 2007 in v Združenih državah Amerike 15. januarja 2008. 12. novembra 2008 se je prvič po razhodu s svojim možem Robertom »Muttom« Langeom pojavila na televiziji; takrat je gostila 42. podelitev nagrad CMA Awards.
Zgodaj januarja 2009 so internetni forumi razglašali, da namerava Shania Twain 29. januarja povedati nekaj novega o njenem prihajajočem albumu, a 22. januarja je založba Mercury Records Nashville v intervjuju z revijo Country Weekly oznanila, da »v bližnji prihodnosti« Shania Twain ne namerava izdati nobenega albuma. Junija 2009 je Shania Twain objavila sporočilo svojim oboževalcem, v katerem je razložila, zakaj se izid njenega novega albuma tako zavlačuje. Avgusta 2009 je na tiskovni konferenci v Timminsu, Ontario, tiskovni predstavnik njene založbe dejal, da novo delo Shanie Twain »še vedno ni na vidiku«.

### 2010 - danes:Why Not? with Shania Twainin vrnitev h glasbi
17. oktobra 2009 je revija Entertainment Weekly oznanila, da bo Shania Twain 30. in 31. avgusta 2010 v Chicagu gostovalna sodnica v oddaji Ameriški idol. 1. januarja 2010 je Shania Twain nastopila na zimskih olimpijskih igrah. Aprila 2011 je Shania Twain oznanila, da namerava pričeti snemati svojo oddajo, naslovljeno Why Not? with Shania Twain. Serija se je začela premierno predvajati 8. maja 2011 na kanalu OWN. Nato se je Shania Twain kot mentorica vrnila v oddajo Ameriški idol, kjer je poučevala šest tekmovalcev, ki so v oddaji nazadnje zapeli vsak eno izmed njenih pesmi. Po zaključku devete sezone so Shanio Twain skoraj najeli kot stalno sodnico oddaje; to službo je nazadnje dobila Jennifer Lopez.
Septembra 2010 je Shania Twain potrdila, da bo 3. maja 2011 izdala svojo novo biografijo, From This Moment On; naslovnica knjige je izšla 2. marca 2011. 27. marca 2011 je Shania Twain obiskala dvorano Canadian Music Hall of Fame. Ob obisku je povedala, da piše nove pesmi in da bo kmalu izdala nova dela.
11. maja 2011 je Shania Twain v intervjuju s Perezom Hiltonom razkrila, da bo v zadnji epizodi svoje serije Why Not? with Shania Twain izdala svoj prvi singl po šestih letih, »Today Is Your Day«. Shania Twain je odlomek pesmi izdala že v prvi epizodi oddaje. Shania Twain je sodelovala z glasbenimi producenti, kot sta Nathan Chapman in David Foster, ki sta producirala tudi novo pesem. Oznanila je, da se v naslednjih nekaj mesecih namerava vrniti v studio in dokončati svoj peti glasbeni album. Pesem »Today Is Your Day« je na iTunesu uradno izšla 12. junija 2011.
8. junija 2011 je Shania Twain na tiskovni konferenci v Country Music Hall of Fame v Nashvilleu oznanila, da bo za naslednji dve leti prevzela vodilne nastope hotelih Caesars Palace v Las Vegasu. Njen nastop, naslovljen Still the One, bodo pričeli izvajati 1. decembra 2012.
Julija 2011 je kanadski superzvezdnik Michael Bublé oznanil, da bo za svoj božični album, izdan leta 2011, posnel duet pesmi »White Christmas« s Shanio Twain.
7. februarja 2012 je digitalno izšel duet pesmi »Endless Love« Lionela Richieja in Shanie Twain. Potrdili so tudi, da bo singl del njegovega albuma Tuskegee, izdanega 27. marca 2012. Na radijih singl še ni izšel niti niso izdali datuma njegovega izida. Za promocijo singla in albuma so že posneli promocijski videospot pesmi.

## Oglaševanje in ostala dela
Komercialna uspešnost Shanie Twain zunaj glasbene industrije je tudi produkt serije oglasov Revlonove kozmetike s pesmijo »Man! I Feel Like a Woman!« iz leta 1999. Shania Twain se je pojavila tudi v oglasih za čevlje znamke Candie's in kavbojke znamke Gitano, ki so se predvajali med letoma 1998 in 1999, v času njene turneje Come On Over Tour.
Januarja 2005 je Shania Twain skupaj s podjetjema Scentstories in Febreze oblikovala omejeno izdajo parfumov, katerih dobiček so darovali dobrodelni organizaciji America's Second Harvest.
Pozno leta 2005 je Shania Twain skupaj s podjetjem COTY izdelala dišavo z imenom »Shania«. Septembra 2007 je izdala še svojo drugo dišavo, imenovano »Shania Starlight«.

## Zasebno življenje
Shania Twain se je 28. decembra 1993 poročila z glasbenim producentom Robertom »Muttom« Langeom, s katerim ima sina, Ejo D'Angela, ki se je rodil 12. oktobra 2001. 15. maja 2008 je tiskovni predstavnik založbe Mercury Nashville Records oznanil, da sta se Shania Twain in Robert »Mutt« Lange ločila, po vsej verjetnosti zaradi afere, ki naj bi jo Lange imel z njeno najboljšo prijateljico, Marie-Anne Thiébaud. Ločitev je bila finalizirana 9. junija 2010. 20. decembra 2010 je menedžer Shanie Twain oznanil, da je zaročena s Švicarjem Frédéricom Thiébaudom (bivšim možem njene zgoraj omenjene najboljše prijateljice), enega izmed vodji podjetja Nestlé. Poročila sta se 1. januarja 2011 v Rincónu, Puerto Rico.
Shania Twain je že vrsto let vegetarijanka in leta 2001 jo je PETA izglasovala za najprivlačnejšo vegetarijanko leta.

## Nagrade
Poleg nagrad za njene single je bila Shania Twain mnogokrat nagrajena tudi za svoje druge dosežke v glasbi:
- Leta 1999 sta jo Akademija country glasbe in Združenje country glasbenikov imenovali za »ustvarjalko leta«; Shania Twain je prva oseba brez ameriškega državljanstva, ki jo je nagradila Akademija country glasbe.
- Leta 2002 se je uvrstila na sedmo mesto seznama 40 največjih žensk country glasbe kanala televizija country glasbe.[64]
- Leta 2003 je prejela zvezdo na Canada's Walk of Fame.[65]
- Mesto Timmins je po njej poimenovalo ulico, ji dalo mestni ključ in na ulici postavilo center Shanie Twain, poimenovan po njej.[66]
- 18. novembra 2005 je Shania Twain prejela naziv častnice kanadskega reda Order of Canada.[67][68]
- 27. marca 2011 je v dvorani Canadian Music Hall of Fame prejela nagrado Juno Award.
- 2. junija 2011 je prejela svojo zvezdo na Hollywood Walk of Fame. Njena zvezda je 2.442. zvezda, podeljena v kategoriji za snemanje glasbe.[69]

## Diskografija
Albumi
- 1993: Shania Twain
- 1995: The Woman in Me
- 1997: Come On Over
- 2002: Up!
- 2017: Now
- 2023: Queen of Me

Kompilacije
- 2001: The Complete Limelight Sessions
- 2004: Greatest Hits